# Strabomantis necopinus
Strabomantis necopinus är en groddjursart som först beskrevs av Lynch 1997.  Strabomantis necopinus ingår i släktet Strabomantis och familjen Strabomantidae. IUCN kategoriserar arten globalt som sårbar. Inga underarter finns listade i Catalogue of Life.